# Hackettstown
Hackettstown é uma cidade  localizada no estado americano de Nova Jérsei, no Condado de Warren.

## Demografia
Segundo o censo americano de 2000, a sua população era de 10.403 habitantes.
Em 2006, foi estimada uma população de 9478, um decréscimo de 925 (-8.9%).

## Geografia
De acordo com o United States Census Bureau tem uma área de
9,6 km², dos quais 9,6 km² cobertos por terra e 0,0 km² cobertos por água. Hackettstown localiza-se a aproximadamente 174 m acima do nível do mar.

## Localidades na vizinhança
O diagrama seguinte representa as localidades num raio de 12 km ao redor de Hackettstown.